# A Flirt's Mistake
Pour plus de détails, voir Fiche technique et Distribution.
A Flirt's Mistake est un film muet américain réalisé par George Nichols, sorti en 1914.

## Fiche technique
- Titre original : A Flirt's Mistake
- Réalisation : George Nichols
- Producteurs : Brittany Valente et Mack Sennett
- Société de production : Keystone
- Pays d’origine :  États-Unis
- Langue : anglais
- Format : Noir et blanc
- Genre : Comédie
- Durée : 8 minutes
- Date de sortie : 
  - États-Unis  : 12 janvier 1914

## Distribution
- Fatty : le mari
- Minta Durfee : la femme
- William Hauber : policier à moustaches en guidon
- Edgar Kennedy : le rajah
- Frank Cooley : le premier flirt dans le parc
- George Nichols : le second flirt dans le parc
- George Jeske : policier
- Virginia Kirtley : la femme sur le trottoir
- Frank Opperman